# 동구 (인천광역시)

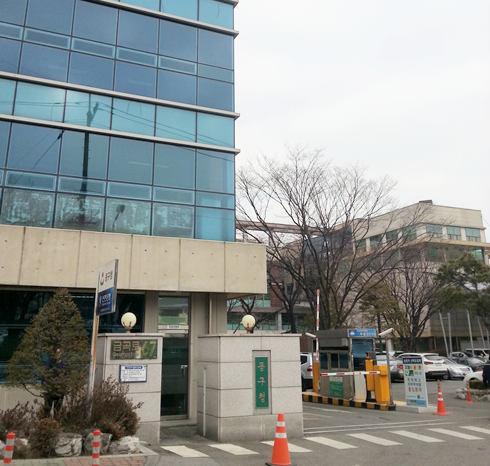
청사 입구

동구(東區)는 인천광역시의 구이다. 동구는 1883년 인천항 개항 때부터 중구와 함께 도심을 이룬 인천광역시의 원도심으로, 인천광역시의 10개 기초자치단체 중 면적이 가장 작고 자치구 중에서 인구가 가장 적다.

## 역사
- 백제 시대: 미추홀(동국여지승람의 백제건국 건설에 의함)로 칭함
- 475년: 매소홀현(고구려 남부)
- 신라 경덕왕: 소성현으로 개칭
- 1018년: 수주로 개칭(고려 현종 9년)
- 1096년: 경원군으로 승격(고려 숙종)
- 1123년: 인주로 개칭(고려 인종)
- 1390년: 경원부로 승격(고려 공양왕)

### 조선 시대
- 1392년(조선 태조 원년): 인주로 환원
- 1413년(조선 태종 13년): 인천군으로 개편
- 1460년(조선 세조 6년): 인천도호부로 승격
- 1883년(조선 고종 20년): 한미수호통상조약(고종19년 화진지에서 체결)에 의거 인천항 개항
- 1910년(대한제국 융희 4년): 인천부 설치

### 일제 강점기
- 1914년 9월 1일: 월미도 (영종면 관할)의 인천부 편입[3]
- 1940년 4월 1일: 남동,부평,서곶출장소 설치[4]
- 1943년 7월 10일: 문학출장소 신설

### 해방 후
- 1947년 4월 1일: 주안지청 설치(→ 후에 주안출장소로 개칭)
- 1949년 8월 15일: 인천시로 개칭[5]
- 1956년 11월 23일: 중부,북부,동부,남부출장소 신설[6]
- 1962년 화수동을 화수1~3동으로, 송현동을 송현1~4동으로 분동하였다.
- 1963년 1월 1일: 작약도 병합(부천군 관할)[7]

### 인천 동구 설치 후
- 1968년 1월 1일: 구제(區制)가 실시되어 경기도 인천시 동구를 설치하였다.[8]
- 1968년 7월 1일: 송림3동을 송림3동서부동, 송림3동동부동으로, 화수1~3동과 송현4동을 송현4동, 화수1·3동, 화수2동으로 분동하였다.
- 1970년 7월 1일: 송림1·2동을 송림1동, 송림2동으로, 송림4동을 송림4동, 궁현동(弓峴洞)으로 분동하였다.
- 1973년 7월 1일: 월미도가 중구에 편입되었다.[9]
- 1977년 5월 10일: 송림3동서부동을 송림3동으로, 송림3동동부동을 송림5동으로, 궁현동, 화수1·3동을 각각 화수1동, 송림6동으로 개칭하고, 송현4동을 화수2동에 편입하여 폐지하였다.
- 1981년 7월 1일: 인천직할시 동구로 개칭하였다.
- 1985년 9월 19일: 금곡동, 창영동을 금창동으로 합동하였다.
- 1988년 5월 1일: 자치구제가 실시되어 자치구로 승격하였다.
- 1995년 1월 1일: 인천광역시 동구로 개칭하였다.
- 1998년 10월 27일: 화수1동,화평동을 화수1·화평동, 송현1동,송현2동을 송현1·2동으로 합동하였다.
- 1999년 10월 27일: 송림3동,송림5동을 송림3·5동으로 합동하였다.

## 행정 구역
인천 동구의 행정 구역은 11행정동 204통 980반으로 구성되어 있다. 인천 동구의 면적은 7.19 km2(시 전체의 0.69%)이며, 인구는 2022년 12월 말 주민등록 기준으로 5만 8,999명, 2만 7,618가구이다.

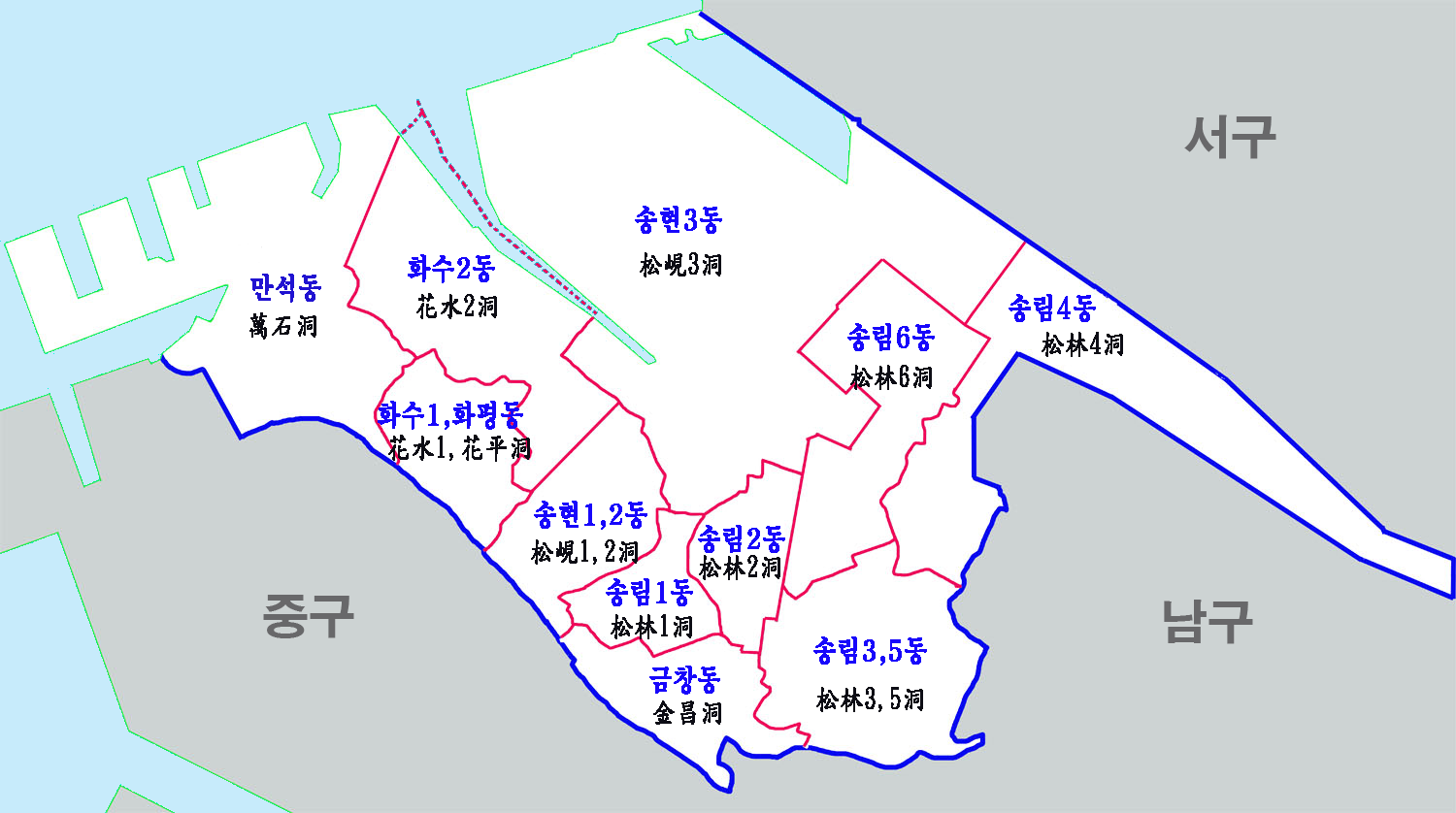
인천 동구 행정지도

| 행정동       | 한자         | 면적 (km2) | 인구   | 세대   |
| ------------ | ------------ | ---------- | ------ | ------ |
| 만석동       | 萬石洞       | 1.15       | 6,701  | 3,175  |
| 화수1·화평동 | 花水1·花平洞 | 0.30       | 5,794  | 2,817  |
| 화수2동      | 花水2洞      | 0.61       | 7,421  | 3,729  |
| 송현1·2동    | 松峴1·2洞    | 0.34       | 10,096 | 4,393  |
| 송현3동      | 松峴3洞      | 2.21       | 3,287  | 1,808  |
| 송림1동      | 松林1洞      | 0.19       | 3,350  | 1,485  |
| 송림2동      | 松林2洞      | 0.29       | 2,175  | 1,307  |
| 송림3·5동    | 松林3·5洞    | 0.55       | 5,801  | 2,573  |
| 송림4동      | 松林4洞      | 0.79       | 6,091  | 2,537  |
| 송림6동      | 松林6洞      | 0.56       | 5,902  | 2,497  |
| 금창동       | 金昌洞       | 0.29       | 2,381  | 1,297  |
| 동구         | 東區         | 7.19       | 58,999 | 27,618 |

## 인구
| 연도   | 총인구    | ; |
| ------ | --------- | - |
| 1985년 | 146,290명 |   |
| 1990년 | 124,163명 |   |
| 1995년 | 100,114명 |   |
| 2000년 | 72,792명  |   |
| 2005년 | 74,285명  |   |
| 2010년 | 72,794명  |   |
| 2015년 | 71,054명  |   |

## 구청
- 현재 인천 동구청은 인천광역시 동구 송림동에 있다.

## 교육 기관
- 사립전문대학

|  | - 재능대학교 |

- 고등학교

|  | - 동산고등학교 | - 인천재능고등학교 - 영화여자정보고등학교 | - 인천산업정보학교 |

- 중학교

|  | - 화도진중학교 - 재능중학교 | - 동산중학교 |  |

- 초등학교

|  | - 인천만석초등학교 - 인천서림초등학교 - 인천서흥초등학교 | - 인천송림초등학교 - 인천송현초등학교 - 인천창영초등학교 | - 영화초등학교 - 인천동명초등학교 |

## 박물관
- 수도국산 달동네 박물관

## 산업
- 현대제철 인천공장
- 동국제강 인천공장
- HD현대인프라코어 인천공장
- 일진전기 인천공장
- 동서가구 인천공장
- 우아미가구 인천공장
- 이건산업 인천공장

## 교통

### 철도
- 코레일

● 수도권 전철 1호선
(미추홀구) ← 도원역 → (인천광역시 중구)

### 도로
국도
- 국도 제6호선
- 국도 제77호선

기타 도로
- 인천대로 (구 경인고속도로에서 해제된 구간)
- 중봉대로
- 봉수대로

## 사건·사고
수도권제2순환고속도로가 관내의 중심부인 송현동 삼두1차아파트 구간을 통과하여 이 일대를 중심으로 균열 문제가 계속되면서, 송현동 삼두1차아파트 주민들이 인천시 등에 대책 마련을 요구하고 있다.